# جایزه مانگای کودانشا
جایزه مانگای کودانشا (講 談 社 漫画 賞 ، Kōdansha Manga Shō) یک جایزه سالانه برای مانگای سریالی است که در سال گذشته منتشر شده است ، حمایت مالی این رویداد توسط ناشر کودانشا انجام می شود. در حال حاضر در سه دسته شونن ، شوجو و عمومی(سینن) اهدا می شود. جوایز در سال ۱۹۹۷ آغاز شد ، در ابتدا با دسته بندی برای شونن و شوجو. اولین جایزه برای گروه عمومی در سال ۱۹۸۲ و اولین جایزه برای کودکان(کودومو) در سال ۲۰۰۳ بود. دسته بندی کودکان از سال ۲۰۱۵ در دسته های شونن و شوجو ادغام شدند.

## جوایز
| سال  | مانگای کودکان(کودومو)                                          | مانگای شونن                                                        | مانگای شوجو                                                             | عمومی/سینن                                                                                      |
| ---- | -------------------------------------------------------------- | ------------------------------------------------------------------ | ----------------------------------------------------------------------- | ----------------------------------------------------------------------------------------------- |
| ۱۹۷۷ | —                                                              | بلک جک اوسامو تزوکا The Three-Eyed One اوسامو ازوکا                | هایکارا-سان گا تورو واکی یاماتو کندی کندی کیوکو میزوکی، یومیکو ایگاراشی | غ/م                                                                                             |
| ۲۰۰۹ | Meitantei Yumemizu Kiyoshirō Jiken Note کاوری هایامین، کی اینو | Q.E.D. موتوهیرو کاوی فیری تیل هیرو ماشیما                          | Kiyoku Yawaku ریو ایکویمی                                               | Oh My Goddess! کوسکی فوجیشیما                                                                   |
| ۲۰۱۰ | Inazuma Irebun تینیا یابونو                                    | Daiya no Ēsu یوجی تیراجیما                                         | Princess Jellyfish اکیکو هیگاشمورا                                      | Giant Killing ماسایا تسوناموتو                                                                  |
| ۲۰۱۱ | Honto Ni Atta! Reibai Sensei هیدکچی ماتسوموتو                  | حمله به تایتان هاجیمه ایسایاما                                     | Chihayafuru یوکی سویتسوگو                                               | Sangatsu no Raion چیکا اومینو Uchū Kyōdai چویا کویاما                                           |
| ۲۰۱۲ | Watashi ni xx Shinasai! ایما تویاما                            | Mashiro no Oto ماریمو راگاوا                                       | Shitsuren Chocolatier سیتونا میزوشیرو                                   | حماسه وینلند ماکوتو یوکیمورا                                                                    |
| ۲۰۱۳ | Animal Land ماکوتو رایکو                                       | Your Lie in April ناوشی اراکاوا                                    | My Love Story!! کازونی کاواهارا، آروکو                                  | Gurazeni یوجی موریتاکا، کیجی اداتشی مدرسه زندان آکیرا هیراموتو                                  |
| ۲۰۱۴ | Yo-kai Watch نوریوکی کونیچی                                    | Baby Steps هیکارو کاتسوکی                                          | Taiyō no Ie تامی                                                        | Showa Genroku Rakugo Shinju هاروکو کوموتا                                                       |
| ۲۰۱۵ | —                                                              | هفت گناه کبیره ناکابا سوزوکی رکاب زنان کوهستان واتارو واتانابه     | Nigeru wa Haji da ga Yaku ni Tatsu تسونامی اومینو                       | Knights of Sidonia تسوتومی نیهی                                                                 |
| ۲۰۱۶ | —                                                              | DAYS تسویوشی یاسودا                                                | Watashi ga Motete Dōsunda جونکو                                         | Kōnodori یو سوزونوکی                                                                            |
| ۲۰۱۷ | —                                                              | Shōkoku no Arutairu کوتونو کاتو                                    | P to JK ماکی میوشی                                                      | The Fable کاتسوهیسا                                                                             |
| ۲۰۱۸ | —                                                              | بیستارز پارو ایتاگاکی                                              | Tomei na Yurikago باکا اوکیتا                                           | Sanju Mariko یوکی اوزاوا Fragile – Byorii Kishi Keiichiro no Shoken سابورو میگومی، بین کوسامیزو |
| ۲۰۱۹ | —                                                              | Gotōbun no Hanayome نیچی هاروبا به تو ای ابدی یوشیتوکی اوییما      | Perfect World ری اروجا                                                  | Kinō Nani Tabeta? فومی یوشیناگا                                                                 |
| ۲۰۲۰ | —                                                              | توکیو ریونجرز کِن واکویی                                            | Boku to Kimi no Taisetsu na Hanashi روبیکو                              | The Blue Period سوباسا یاماگوچی                                                                 |
| ۲۰۲۱ | —                                                              | بلو لاک مونه‌یوکی کانِشیرو                                           | A Condition Called Love مِگومی مورینو                                    | Yuria-sensei no Akai Ito کیوا ایریه                                                             |
| ۲۰۲۲ | —                                                              | زمانی که به عنوان یک اسلایم تناسخ پیدا کردم فیوز و تاییکی کاواکامی | Nina the Starry Bride ریکاچی                                            | Police in a Pod میکو یاسو                                                                       |
| ۲۰۲۳ | —                                                              | Shangri-La Frontier، کاتارینا و ریوسکه فوجی                        | My Girlfriend's Child، مامورو آئوی                                      | اسکیپ و لوفر میساکی تاکاماتسو                                                                   |